# Avia S-99
El Avia S-99 fue un avión de caza construido después de la Segunda Guerra Mundial por la Avia (en checo Avia Akciová Společnost Pro Průmysl Letecký Škoda), una rama de la enorme corporación Fábricas Škoda (checo: Škodovy závody; hoy "Škoda Holding, a.s.") usando componentes y planos sobrantes de aeronaves de la Luftwaffe de los Bf 109 G Gustav y K Karl que fueron producidas en el país bajo la ocupación alemana durante la guerra, fueron construidos con motor Daimler-Benz DB 605.

## Desarrollo
Avia continuó construyendo el Messerschmitt Bf 109G después de la guerra bajo el nombre Avia S-99, pero pronto se quedó sin los motores alemanes DB 605A, puesto que muchos de ellos fueron destruidos durante un incendio. La Fuerza Aérea SNB utilizó 20 de los 21 aviones Avia C-10 reconstruidos (básicamente Messerschmitt Bf 109 versiones G y K, pero más son máquinas rediseñadas como S-99).
La mayoría fueron usados en Checoslovaquia hasta 1957 o fueron convertidos en Avia S-199.

## Usuarios
Checoslovaquia
- Guardia de Seguridad Nacional

## Especificaciones (Avia S-99/Bf 109 G/K)

### Características generales
- Tripulación: 1
- Longitud: 8,94 m
- Envergadura: 9,92 m
- Altura: 2,59 m
- Superficie alar: 16,5 m²
- Peso vacío: 2520 kg
- Peso cargado: 3140 kg
- Peso máximo al despegue: 3.400 kg
- Planta motriz: 1× Lineal V12 invertido Daimler-Benz DB 605.
  - Potencia: 1085 kW (1455 HP; 1475 CV)
- Hélices: 1× tripala de velocidad constante por motor.

### Rendimiento
- Velocidad nunca excedida (Vne): 600 km
- Velocidad crucero (Vc): 500 km
- Alcance: 650 km
- Techo de vuelo: 8.686 m
- Régimen de ascenso: 11 m/seg 4 min hasta 5000 m
- Carga alar: 165,9 kg/m²

### Armamento
- Ametralladoras: 2× MG 131 de 13 mm

- Cañones: 1× MG 151/20 de 20 mm disparando a través del buje de la hélice

### Desarrollos Relacionados
- Messerschmitt Bf 109
- Hispano Aviación HA-1112
- Avia S-199

### Aviones Similares
- Supermarine Spitfire
- Yakovlev Yak-9
- Fiat G.55
- Macchi M.C.205